# Брайан О’Рурк
Брайан Ог на Самхтах о Руаирк (Брайан Оге О’Рурк) (ок. 1568 — 28 января 1604) — предпоследний король Западного Брейфне (3 ноября 1591 — 25 апреля 1603). Был свергнут с престола в апреле 1603 года, в конце Девятилетней войны.

## Биография
Второй сын Брайана О’Рурка (ок. 1540—1591), короля Западного Брейфне (1566—1591). Из-за последовательных смертей его старшего брата Эогана в 1589 году и его отца Брайана О’Рурка, который был казнён в Лондоне в 1591 году, 23-летний Брайан Ог унаследовал королевский престол Западного Брейфне.
В 1599 году войска Брайана О’Рурка сражались бок о бок с войсками «Красного» Хью О’Доннела в битве при перевале Керлью, во время Девятилетней войны. Его силы, наряду с силами Хью О’Нила, 2-го графа Тирона, всё ещё были достаточно опасны для английской королевы Елизаветы I, чтобы убедить её согласиться на мир в Ирландии — Меллифонтский договор (30 марта 1603 года).
Брайан Оге О’Рурк был последним ирландским королём, потерпевшим поражение в войне, примерно через месяц после того, как остальные ирландские вожди капитулировали перед английским командованием. Он никогда не сдавался, но был вытеснен своим братом Тайгом, который перешёл на сторону англичан во время войны и при их поддержке вторгся в его королевство в марте 1603 года. Брайан бежал в графство Голуэй, где и скончался от лихорадки в январе 1604 года.
В соответствии с его пожеланиями, Брайан Ог О’Рурк был похоронен в монастыре Росса Эррилли. Ему наследовал его сводный брат Тайг.

## Примечание
1. ↑  Lundy D. R. The Peerage (англ.)